# Műkorcsolya az 1976. évi téli olimpiai játékokon
Az 1976. évi téli olimpiai játékokon a műkorcsolya versenyszámait február 4. és 13. között rendezték meg Innsbruckban. Férfi illetve női egyéniben, párosban és az először a programba kerülő jégtáncban avattak olimpiai bajnokot.

## Részt vevő nemzetek
A versenyeken 18 nemzet 105 sportolója vett részt.
- Ausztrália (AUS) (2 – 1 férfi, 1 nő)
- Ausztria (AUT) (6 – 3 férfi, 3 nő)
- Csehszlovákia (TCH) (6 – 3 férfi, 3 nő)
- Dél-Korea (KOR) (1 – 1 nő)
- Egyesült Államok (USA) (15 – 7 férfi, 8 nő)
- Finnország (FIN) (1 – 1 férfi)
- Franciaország (FRA) (1 – 1 férfi)
- Hollandia (NED) (1 – 1 nő)
- Japán (JPN) (3 – 2 férfi, 1 nő)
- Kanada (CAN) (11 – 6 férfi, 5 nő)
- Lengyelország (POL) (3 – 1 férfi, 2 nő)
- Magyarország (HUN) (3 – 2 férfi, 1 nő)
- Nagy-Britannia (GBR) (12 – 7 férfi, 5 nő)
- NDK (GDR) (10 – 4 férfi, 6 nő)
- NSZK (FRG) (4 – 1 férfi, 3 nő)
- Olaszország (ITA) (7 – 3 férfi, 4 nő)
- Svájc (SUI) (3 – 1 férfi, 2 nő)
- Szovjetunió (URS) (16 – 9 férfi, 7 nő)

## Éremtáblázat
(Az egyes számoszlopok legmagasabb értéke vagy értékei vastagítással kiemelve.)
| Az 1976. évi téli olimpiai játékok éremtáblázata műkorcsolyában | Az 1976. évi téli olimpiai játékok éremtáblázata műkorcsolyában | Az 1976. évi téli olimpiai játékok éremtáblázata műkorcsolyában | Az 1976. évi téli olimpiai játékok éremtáblázata műkorcsolyában | Az 1976. évi téli olimpiai játékok éremtáblázata műkorcsolyában | Olimpia  |
| --------------------------------------------------------------- | --------------------------------------------------------------- | --------------------------------------------------------------- | --------------------------------------------------------------- | --------------------------------------------------------------- | -------- |
|                                                                 | Ország                                                          | Arany                                                           | Ezüst                                                           | Bronz                                                           | Összesen |
| 1.                                                              | Szovjetunió (URS)                                               | 2                                                               | 2                                                               | 0                                                               | 4        |
| 2.                                                              | Egyesült Államok (USA)                                          | 1                                                               | 0                                                               | 1                                                               | 2        |
| 3.                                                              | Nagy-Britannia (GBR)                                            | 1                                                               | 0                                                               | 0                                                               | 1        |
|                                                                 |                                                                 |                                                                 |                                                                 |                                                                 |          |
| 4.                                                              | NDK (GDR)                                                       | 0                                                               | 1                                                               | 2                                                               | 3        |
| 5.                                                              | Hollandia (NED)                                                 | 0                                                               | 1                                                               | 0                                                               | 1        |
|                                                                 |                                                                 |                                                                 |                                                                 |                                                                 |          |
| 6.                                                              | Kanada (CAN)                                                    | 0                                                               | 0                                                               | 1                                                               | 1        |
|                                                                 |                                                                 |                                                                 |                                                                 |                                                                 |          |
| Összesen                                                        | Összesen                                                        | 4                                                               | 4                                                               | 4                                                               | 12       |

## Érmesek
| Az 1976. évi téli olimpiai játékok érmesei műkorcsolyában |                                                            |                                                         |                                                          |
| Versenyszám                                               | Arany                                                      | Ezüst                                                   | Bronz                                                    |
| Férfi                                                     | John Curry · Nagy-Britannia (GBR)                          | Vlagyimir Kovaljov · Szovjetunió (URS)                  | Toller Cranston · Kanada (CAN)                           |
| Női                                                       | Dorothy Hamill · Egyesült Államok (USA)                    | Dianne de Leeuw · Hollandia (NED)                       | Christine Errath · NDK (GDR)                             |
| Páros                                                     | Szovjetunió (URS) · Irina Rodnyina · Alekszandr Zajcev     | NDK (GDR) · Romy Kermer · Rolf Österreich               | NDK (GDR) · Manuela Groß · Uwe Kagelmann                 |
| Jégtánc                                                   | Szovjetunió (URS) · Ljudmila Pahomova · Alekszandr Gorskov | Szovjetunió (URS) · Irina Moiszejeva · Andrej Minyenkov | Egyesült Államok (USA) · Colleen O’Connor · James Millns |